# Ácido 2,3-bisfosfoglicérico
El ácido 2,3-bisfosfoglicérico (2,3-BPG) es un isómero del 1,3-BPG, metabolito que interviene en la glucólisis. También está presente en los glóbulos rojos, que lo sintetizan por un desvío de la ruta glucolítica, en una concentración cercana a 5 mmol/L, actuando como modulador alostérico de la hemoglobina.

## Metabolismo
En la segunda fase de la glucólisis la gliceraldehído-3-fosfato deshidrogenasa cataliza la oxidación y la fosforilación del gliceraldehído-3-fosfato, produciendo 1,3-bisfosfoglicerato (1,3-BPG).
El 1,3-BPG puede desfosforilarse gracias a la fosfoglicerato quinasa (PGK), generando ATP, o puede ser relegado en la vía Luebering-Rapopport, donde la bisfosfoglicerato mutasa cataliza la transferencia de un grupo fosforilo de C1 a C2 del 1,3-BPG, dando 2,3-BPG. Este último, que es el organofosforado de mayor concentración en los eritrocitos, forma 3-fosfoglicerato (3-PG) por la acción de la bisfosfoglicerato fosfatasa. La tercera fase del catabolismo anaeróbico de la glucosa implica la conversión de 3-PG a piruvato con la generación de ATP. 
La concentración de 2,3-BPG varía de forma inversamente proporcional al pH, lo que es inhibitorio para la acción catalítica de la bisfosfogliceromutasa. 
Hay un delicado equilibrio entre la necesidad de generar ATP para soportar los requerimientos de energía para el metabolismo celular y la necesidad de mantener una adecuada oxigenación / desoxigenación de la hemoglobina.
Este equilibrio se mantiene por isomerización de 1,3-BPG a 2,3-BPG, lo que facilita la desoxigenación de la hemoglobina. El pH alto estimula la actividad de la fosfoglicerato mutasa e inhibe la bisfosfoglicerato fosfatasa, lo que favorece la generación de ATP.

## Unión a hemoglobina
El 2,3-BPG es un ligando de la hemoglobina, sobre la que tiene un efecto alostérico. Se une con mayor afinidad a la hemoglobina desoxigenada cercana a los tejidos que a la oxigenada de los pulmones debido a ciertos cambios espaciales. Así, el 2,3-BPG, cuyo tamaño se estima en alrededor de 9 angstroms, se ajusta a la configuración de la hemoglobina desoxigenada (11 angstroms) pero no a la de la oxigenada (5 angstrom).
La unión del 2,3-BPG con la desoxihemoglobina disminuye la afinidad de ésta por el oxígeno, favoreciendo la liberación de este gas en los tejidos más necesitados de él.
Su manera de actuar y sus funciones fueron descubierta en 1967 por Reinhold Benesch y Ruth Benesch.

### Hemoglobina fetal
La hemoglobina fetal presenta una baja afinidad al 2,3-BPG, por lo que tiene una mayor afinidad con el O2. Este incremento de afinidad al oxígeno con respecto al de la hemoglobina del adulto (HbA), se debe a que la HbF la constituyen dos α/γ dímeros, a diferencia de los α/β dímeros de la HbA. Los residuos de histidina de HbA β-subunidades, que son esenciales para la formación del bolsillo de la unión para el 2,3-BPG, se sustituyen por residuos de serina en HbF γ-subunidades.
Así pues, la histidina n.º 143 se pierde, por lo que 2,3-BPG tiene dificultades para reaccionar con la hemoglobina fetal y la hemoglobina se parece a la molécula pura. Esa es la manera en que el O2 fluye de la madre al feto.

## 2,3-BPG y Medicina

### Hipertiroidismo
En el año 2004 se comprobó el efecto de la hormona tiroidea sobre los niveles de 2,3-BPG. El resultado fue que el Hipertiroidismo modula en vivo el contenido de 2,3-BPG en los eritrocitos por los cambios en la expresión de la fosfoglicerato mutasa (PGM) y la sintetasa de 2,3-BPG. 
Este resultado muestra que el aumento en el contenido de 2,3-BPG de los eritrocitos observados en el hipertiroidismo no depende de ninguna variación en la tasa de hemoglobina circulante, sino que parece ser una consecuencia directa del efecto estimulante de las hormonas tiroideas a la actividad eritrocitaria en la glicólisis.

### Anemia por déficit de hierro
Se necesita de este elemento (hierro) para la síntesis del 2,3-BPG. Su concentración disminuye en dicha enfermedad (anemia) y la hemoglobina se une fuertemente al oxígeno, haciendo que la liberación del oxígeno en los tejidos sea más dificultosa.

### Enfermedades respiratorias crónicas
Se han encontrado relación entre los niveles bajos de 2,3-BPGhtpn la aparición de edema pulmonar de gran altitud.

### Hemodiálisis
En 1998 se realizó un estudio en el que se analizó durante el proceso de hemodiálisis la concentración de 2,3-BPG en los eritrocitos. Lo normal sería un aumento de los niveles de 2,3-BPG para contrarrestar la hipoxia que se observa con frecuencia en este proceso. Sin embargo, los resultados mostraron una relación de 2,3-BPG / HB4disminuido.